# Geistliche Gemeinschaft
Eine (neue) geistliche Gemeinschaft (NGG) oder geistliche Bewegung, auch kirchliche Bewegung, ist eine Gruppierung von Christen, die in originärer Form ein intensives Glaubensleben und die Erneuerung des Glaubens in der Kirche anstrebt. Sie gibt es insbesondere in der römisch-katholischen Kirche nach dem Zweiten Vatikanischen Konzil, aber auch in anderen Konfessionen. Als Sammelbegriff ist insbesondere im römisch-katholischen Kontext die italienische Bezeichnung Movimenti (‚Bewegungen‘) gebräuchlich. Viele geistliche Gemeinschaften bestehen überwiegend aus Laien und werden den Laienbewegungen zugerechnet.
Es gibt große Unterschiede im Organisationsgrad und der Verbindlichkeit, von überwiegend ideeller Gemeinschaft ohne formale Strukturen oder Mitgliedschaft bis hin zu Säkularinstituten, die ein Leben nach den evangelischen Räten führen. Eine präzise Abgrenzung zwischen Gemeinschaften und Bewegungen ist nicht möglich, letztere haben aber meist einen geringeren Organisationsgrad. Soweit keine kanonischen Lebensgemeinschaften (Ordensgemeinschaften, Säkularinstitute oder Gesellschaften apostolischen Lebens) bestehen, fallen die meisten Gemeinschaften und Bewegungen unter den relativ offenen Rechtsbegriff der Vereinigung von Gläubigen des 215  CIC.
Viele Gemeinschaften basieren auf dem Charisma eines Gründers oder einer bestimmten Gründung, haben eine besondere Gebetskultur und Spiritualität und verstehen sich selbst in einer besonderen Sendung innerhalb der Kirche. Vom Päpstlichen Rat für die Laien anerkannte Vereinigungen sind in der Liste der päpstlich anerkannten internationalen Laienvereinigungen aufgeführt.

## Geschichte
Die meisten geistlichen Gemeinschaften entstanden im 20. Jahrhundert in mehreren Konfessionen als christliche Erneuerungsbewegungen. Dazu zählen unter anderem der christliche Zweig der Jugendbewegung (z. B. der CVJM), die liturgische Bewegung, die biblische und die ökumenische Bewegung. Sie ergänzen die kirchlichen Strukturen aus Gemeinden, Diözesen und Landeskirchen um eine charismatische, gemeinschaftliche Komponente, ähnlich den Ordensgemeinschaften.
Viele Gemeinschaften sind innerhalb der römisch-katholischen Kirche in der Folge des Zweiten Vatikanischen Konzils (1962–1965) entstanden. Dieses hat die Stellung der Laien und deren Teilhabe am Sendungsauftrag der Kirche hervorgehoben, das Evangelium zu verkünden. Als Vorläufer gelten die Schönstattbewegung (1914) und die Legio Mariae (1921). Weitere frühe Gemeinschaften sind die Fokolarbewegung (1943), Comunione e Liberazione (1954), der neokatechumenale Weg (1964) sowie die Gemeinschaft Sant’Egidio (1968).

„Bewegungen und neue Gemeinschaften, von der Vorsehung hervorgerufene Ausdrucksformen des mit dem Zweiten Vatikanischen Konzil durch den Geist hervorgerufenen neuen Frühlings, verkünden die Macht der Liebe Gottes, die über Spaltungen und Barrieren jeder Art hinweg das Angesicht der Erde eine Zivilisation der Liebe schafft.“

Papst Benedikt XVI. sprach bei seiner Weltjugendtagspredigt 2005 die neuen geistlichen Gemeinschaften persönlich an:

„Natürlich reichen Bücher allein nicht aus. Bildet Gemeinschaften aus dem Glauben heraus. In den letzten Jahrzehnten sind Bewegungen und Gemeinschaften entstanden, in denen die Kraft des Evangeliums sich lebendig zu Worte meldet. Sucht Gemeinschaft im Glauben, Weggefährten, die gemeinsam die große Pilgerstraße weitergehen, die uns die Weisen aus dem Orient zuerst gezeigt haben. Das Spontane der neuen Gemeinschaften ist wichtig; aber wichtig ist auch, dabei die Gemeinschaft mit dem Papst und den Bischöfen zu halten, die uns garantieren, dass wir nicht Privatwege suchen, sondern wirklich in der großen Familie Gottes leben, die der Herr mit den zwölf Aposteln begründet hat.“

## Begriffsabgrenzung
Es gibt die Begriffe der Gemeinschaft und der Bewegung, die mit unterschiedlichen Akzenten dasselbe Phänomen beschreiben. Ein solcher Bedeutungsunterschied existiert zwar, aber eine Klassifikation ist nicht immer eindeutig zu treffen. Daher gibt es auch viele Überschneidungen und beide Bezeichnungen werden oft auch synonym gebraucht. Sie unterscheiden sich jedoch deutlich von den kirchlichen Verbänden sowie Ordensgemeinschaften.

### Gemeinschaft
In geistlichen Gemeinschaften schließen sich Christen zusammen, um in ihrer eigenen Weise dem Ruf Gottes zu folgen und ein christliches Leben zu führen. Die Form der Mitgliedschaft kann sehr unterschiedlich sein: Es gibt sowohl informelle Zugehörigkeiten, aber auch solche mit hoher Verbindlichkeit, beispielsweise in den Säkularinstituten, deren Mitglieder Gelübde oder Versprechen ablegen.

### Bewegung
Bei Bewegungen steht weniger eine institutionelle Struktur, sondern mehr geistliche Ausrichtung im Vordergrund. Deshalb sind diese eher als spirituelle Weggemeinschaft zu verstehen, den christlichen Glauben in Gemeinschaft zu erleben. Sie haben üblicherweise weder einen ausgeprägten Organisationsgrad noch formale Mitgliedschaften und stehen jedem offen. Meist gibt es jedoch eine Kernorganisation, die die Bewegung trägt.

### Movimenti
Der Begriff Movimenti entstand erst in den 1990er-Jahren, aber er umfasst auch die im Vorfeld und nach dem Zweiten Vatikanum entstandenen „Erneuerungsbewegungen“.

## Organisation
Viele Gemeinschaften sind überregional, oft auch international verbreitet, teilweise auch ökumenisch. Im Unterschied zu den Ordensgemeinschaften wird aber meist kein Leben nach den evangelischen Räten verlangt. Teilweise ist ein gemeinschaftliches Leben möglich.

„Darüber hinaus ist es zutiefst eine theologische Gegebenheit, die den Zusammenschluss der Laien rechtfertigt und fordert: es handelt sich um ein ekklesiologisches Prinzip, das vom II. Vatikanischen Konzil ausdrücklich anerkannt wurde, wenn es im gemeinschaftlichen Apostolat ein ‚Zeichen der Gemeinschaft und Einheit der Kirche in Christus’ sieht.“

## Zusammenarbeit der geistlichen Gemeinschaften
Ein Zeichen der stärkeren Verbindung zwischen den geistlichen Gemeinschaften war der von Papst Johannes Paul II. initiierte erste Weltkongress der geistlichen Gemeinschaften am Pfingstfest des Jahres 1998 in Rom. Am 8. Mai 2004 fand in Stuttgart ein internationales ökumenisches Treffen von über 150 geistlichen Gemeinschaften statt, welches ein bedeutsamer Schritt auf der Annäherung der Gruppen und den Belangen der Ökumene darstellt. Einen besonderen Einsatz bei der Vernetzung der Gruppierungen leistet die Fokolarbewegung. Diese war auch Gastgeberin des zweiten Weltkongresses von über 100 römisch-katholischen geistlichen Gemeinschaften in Rocca di Papa an Pfingsten 2006, der vom Päpstlichen Rat für die Laien organisiert und von Papst Benedikt XVI. unterstützt wurde. Nach diesem Kongress feierte der Papst mit den geistlichen Gemeinschaften am 3. Juni 2006 eine Vigil auf dem Petersplatz, an der etwa 300.000 Gläubige teilnahmen.
Vom 10. bis zum 12. Mai 2007 fand in Stuttgart ein zweites internationales Treffen von mehr als 200 geistlichen Gemeinschaften und Bewegungen aller Konfessionen statt. Träger dieser Initiative, die vor allen Dingen den Beitrag der Christen für ein Europa der Zukunft darstellen möchte, aber auch globale Ziele hat, waren auf katholischer Seite die Fokolarbewegung und die Gemeinschaft Sant’Egidio, sowie auf evangelischer Seite der CVJM. Es nahmen rund 12.000 Mitglieder der verschiedenen Bewegungen teil.